# Дидковский, Всеволод Матвеевич
Всеволод Матвеевич Дидковский (14.02.1923 — 12.12.1975) — советский инженер-конструктор, лауреат Ленинской премии.

## Биография
Уроженец с. Марьин-Фольварк Малинского района Житомирской области.
Участник Великой Отечественной войны, служил в РККА с ноября 1943 года. Награждён медалями «За боевые заслуги» и «За отвагу».
После окончания Киевского инженерно-строительного института (1948) работал на Куйбышевском заводе металлоконструкций: старший инженер, в 1949—1954 главный конструктор, в 1954—1961 начальник конструкторского бюро.
Ленинская премия 1958 года — за внедрение нового индустриального метода возведения стальных рулонированных резервуаров большого объема.
Награждён Дипломом почёта — высшей наградой ВДНХ.
Доктор технических наук (1962). С 1961 — доцент, заведующий кафедрой металлических и деревянных конструкций КуИСИ. Профессор (1968).
Автор многих научных работ и 23 изобретений.
Похоронен в Куйбышеве.